# Difluoramin
Difluoramin ist eine chemische Verbindung aus der Gruppe der Stickstoffhalogenide.

## Gewinnung und Darstellung
Difluoramin kann durch Hydrolyse von N,N-Difluorharnstoff gewonnen werden.
{\displaystyle \mathrm {CH_{4}N_{2}O+2\ F_{2}\longrightarrow CH_{2}F_{2}N_{2}O+2\ HF} }
{\displaystyle \mathrm {CH_{2}F_{2}N_{2}O+2\ HF+H_{2}O\longrightarrow } } {\displaystyle \mathrm {HNF_{2}+CO_{2}+NH_{4}F\cdot HF} }
Auch die Herstellung durch Spaltung von Tetrafluorhydrazin mit Thiophenol ist möglich.
{\displaystyle \mathrm {N_{2}F_{4}+2\ C_{6}H_{5}SH\longrightarrow 2\ NHF_{2}+C_{6}H_{5}SSC_{6}H_{5}} }
Es entsteht auch als Beiprodukt bei der Reduktion von Stickstofftrifluorid mit Arsen oder der Fluorierung von Harnstoff. Ebenso (wie andere Stickstoffhalogenide) entsteht es bei der Elektrolyse von Ammoniumhydrogendifluorid.

## Eigenschaften
Difluoramin ist ein explosives farbloses Gas, das 1931 durch Otto Ruff entdeckt wurde. Es stellt eine Säure dar und reagiert mit Basen unter Bildung des Difluoramid-Ions NF2− Das Molekül besitzt eine pyramidale Struktur mit dem Stickstoff an der Spitze. Bei Anwesenheit von Kaliumfluorid zersetzt es sich in Difluordiimin und Fluorwasserstoff.